# パン (小惑星)
パン (4450 Pan) は、大きい離心率をもつアポロ群の小惑星である。シューメーカー夫妻がパロマー天文台で発見した。
ギリシア神話の羊飼いと羊の群れを監視する神パーンから命名された。なお、土星の衛星にも同名のパンがある。